# Матьє Вальбуена
Матьє́ Вальбуена́ (фр. Mathieu Valbuena, МФА: [matjø valbwena]; нар. 28 вересня 1984 року, Брюж, Франція) — французький футболіст, півзахисник кіпрського клубу «Аполлон» (Лімасол).

## Клубна кар'єра
2004 року підписав контракт з клубом «Лібурн-Сен-Серен», що виступав в Національному чемпіонаті (третій за рівнем дивізіон чемпіонату Франції). Після того, як в сезоні 2005/2006 клуб, посівши третє місце, вийшов в Лігу 2, Вальбуена перейшов у марсельський «Олімпік».

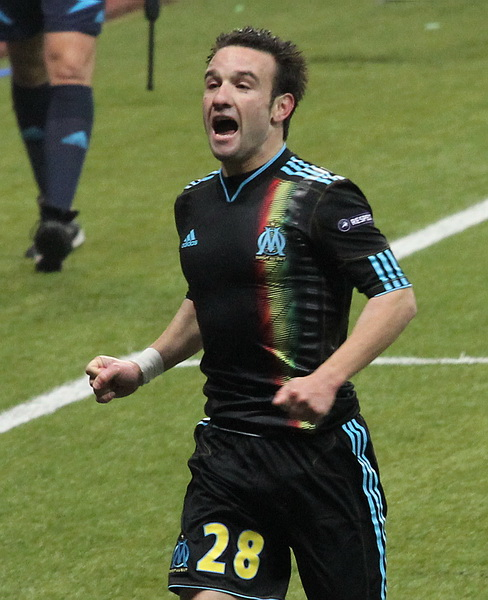
Вальбуена у складі «Марселя». 23 листопада 2010 року

За новий клуб Матьє вперше вийшов 15 липня 2006 року в матчі Кубка Інтертото проти дніпропетровського «Дніпра». У Лізі 1 футболіст дебютував 19 листопада, вийшовши на заміну в матчі 14 туру проти «Валансьєнна». 19 травня 2007 року забив свій перший гол за «Марсель», вразивши ворота «Сент-Етьєна». У тому сезоні Вальбуена не був твердим гравцем «основи» і лише 2 рази вийшов у стартовому складі.
У сезоні 2007–2008 вперше виступив у Лізі чемпіонів і Кубку УЄФА. У чемпіонаті Франції зробив дубль у ворота «Кана» у матчі 23 туру.
2009 року футболістом активно цікавився пітерський «Зеніт», але француз вирішив залишитися в «Марселі».
Влітку 2014 року Вальбуена приєднався до московського «Динамо». Дебютував, вийшовши на заміну в матчі з московським «Спартаком», 10 серпня 2014 року, в якому «Динамо» зазнало поразки (1:2), однак Матьє визнаний уболівальниками «Динамо» найкращим гравцем матчу. У наступному матчі проти «Уфи» (2:0) Вальбуена вийшов у стартовому складі і віддав дві гольові передачі. В 4-му турі в матчі проти тульського «Арсеналу» також виконав дві гольові передачі. За підсумками сезону 2014/15 вболівальники «Динамо» визнали Вальбуена найкращим гравцем сезону.
Проте через виключення «Динамо» з єврокубків і скорочення бюджету Вальбуена зацікавив «Ліон». Трансфер відбувся 11 серпня 2015 року. Контракт буде підписаний терміном на три роки.

## Міжнародна кар'єра
26 травня 2010 року Вальбуена дебютував у складі збірної Франції в грі з Коста-Рикою та в першій же грі забив гол, який приніс перемогу його команді з рахунком 2:1.
Був у складі збірної на чемпіонаті світу 2010 року в ПАР і на чемпіонаті Європи 2012 року в Польщі та Україні.
Провів 4 матчі на чемпіонаті світу 2014, забив м'яч у ворота Швейцарії.

## Досягнення
- Чемпіон Франції (1):

«Марсель»: 2009–10
- Володар кубка французької ліги (3):

«Марсель»: 2009–10, 2010–11, 2011–12
- Володар Суперкубка Франції (2):

«Марсель»: 2010, 2011
- Чемпіон Греції (3):

«Олімпіакос»: 2019–20, 2020–21, 2021–22
- Володар Кубка Греції (1):

«Олімпіакос»: 2019–20

## Статистика

### Клубна
Дані актуальні станом на 4 квітня 2015 року
| Клуб              | Сезон             | Ліга | Ліга | Ліга | Кубок | Кубок | Кубок | Європа | Європа | Європа | Всього | Всього | Всього |
| Клуб              | Сезон             | Ігри | Голи | Паси | Ігри  | Голи  | Паси  | Ігри   | Голи   | Паси   | Ігри   | Голи   | Паси   |
| ----------------- | ----------------- | ---- | ---- | ---- | ----- | ----- | ----- | ------ | ------ | ------ | ------ | ------ | ------ |
| Лібурн            | 2004-05           | 24   | 1    | 3    | 2     | 0     | 0     | 0      | 0      | 0      | 26     | 1      | 3      |
| Лібурн            | 2005-06           | 29   | 9    | 4    | 3     | 4     | 1     | 0      | 0      | 0      | 32     | 13     | 5      |
| Всього            | Всього            | 53   | 10   | 7    | 5     | 4     | 1     | 0      | 0      | 0      | 58     | 14     | 8      |
| Олімпік (Марсель) |                   |      |      |      |       |       |       |        |        |        |        |        |        |
| 2006-07           | 15                | 1    | 1    | 2    | 0     | 1     | 1     | 0      | 0      | 18     | 1      | 2      |        |
| 2007-08           | 29                | 3    | 2    | 3    | 1     | 0     | 10    | 1      | 0      | 42     | 5      | 2      |        |
| 2008-09           | 31                | 3    | 2    | 3    | 0     | 0     | 11    | 0      | 1      | 45     | 3      | 3      |        |
| 2009-10           | 31                | 5    | 1    | 6    | 2     | 1     | 6     | 0      | 0      | 43     | 7      | 2      |        |
| 2010-11           | 32                | 4    | 4    | 3    | 0     | 0     | 8     | 1      | 1      | 43     | 5      | 5      |        |
| 2011–12           | 33                | 5    | 13   | 7    | 3     | 2     | 9     | 1      | 1      | 49     | 9      | 16     |        |
| 2012–13           | 37                | 3    | 12   | 4    | 1     | 0     | 8     | 1      | 2      | 49     | 5      | 14     |        |
| 2013–14           | 34                | 3    | 6    | 2    | 0     | 0     | 5     | 0      | 0      | 41     | 3      | 6      |        |
| Всього            | Всього            | 242  | 27   | 41   | 30    | 7     | 4     | 53     | 4      | 5      | 325    | 38     | 50     |
| «Динамо» (Москва) | 2014–15           | 18   | 4    | 10   | 0     | 0     | 0     | 11     | 0      | 3      | 29     | 4      | 13     |
| Всього            | Всього            | 18   | 4    | 10   | 0     | 0     | 0     | 11     | 0      | 3      | 29     | 4      | 13     |
| Всього за кар'єру | Всього за кар'єру | 315  | 41   | 58   | 35    | 11    | 5     | 64     | 4      | 8      | 414    | 56     | 71     |

### Міжнародна
Дані актуальні станом на 21 червня 2014
| Збірна  | Сезон   | Ігри | Голи | Паси |
| ------- | ------- | ---- | ---- | ---- |
| Франція | 2009-10 | 3    | 1    | 0    |
| Франція | 2010-11 | 5    | 1    | 1    |
| Франція | 2011-12 | 4    | 0    | 0    |
| Франція | 2012-13 | 11   | 3    | 2    |
| Франція | 2013-14 | 13   | 1    | 8    |
| Всього  | Всього  | 36   | 6    | 11   |

#### Голи за збірну
Дані актуальні станом на 11 серпня 2015
| #  | Дата              | Стадіон                                | Суперник   | Рахунок | Результат | Змагання                |
| -- | ----------------- | -------------------------------------- | ---------- | ------- | --------- | ----------------------- |
| 1  | 26 травня 2010    | Стадіон Фелікса Боллара, Ланс, Франція | Коста-Рика | 2-1     | 2-1       | товариський матч        |
| 2  | 17 листопада 2010 | Вемблі, Лондон, Англія                 | Англія     | 2-0     | 2-1       | товариський             |
| 3  | 14 листопада 2012 | Стадіо Енніо Тардіні, Парма, Італія    | Італія     | 1-1     | 2-1       | товариський             |
| 4  | 6 лютого 2013     | Стад де Франс, Сен-Дені, Франція       | Німеччина  | 1-0     | 1-2       | товариський             |
| 5  | 22 березня 2013   | Стад де Франс, Сен-Дені, Франція       | Грузія     | 2-0     | 3-1       | Кваліфікація до ЧС-2014 |
| 6  | 20 червня 2014    | Арена Фонте-Нова, Салвадор, Бразилія   | Швейцарія  | 3-0     | 5-2       | ЧС-2014                 |
| 7. | 7 червня 2015     | Стад де Франс, Сен-Дені, Франція       | Бельгія    | 1–3     | 3–4       | товариський             |